# Astastus
Astastus is een geslacht van kevers uit de familie van de loopkevers (Carabidae). De wetenschappelijke naam van het geslacht is voor het eerst geldig gepubliceerd in 1896 door Peringuey.

## Soorten
Het geslacht Astastus omvat de volgende soorten:
- Astastus debilis Peringuey, 1896
- Astastus quadrimaculatus Basilewsky, 1958